# Dubești, Timiș
Dubești este un sat în comuna Ohaba Lungă din județul Timiș, Banat, România.

## Obiective turistice
Aici există o biserică ortodoxă din lemn construită în secolul XVII și pictată în secolul XVIII, ce poartă hramul "Sf. Dumitru".

## Legături externe

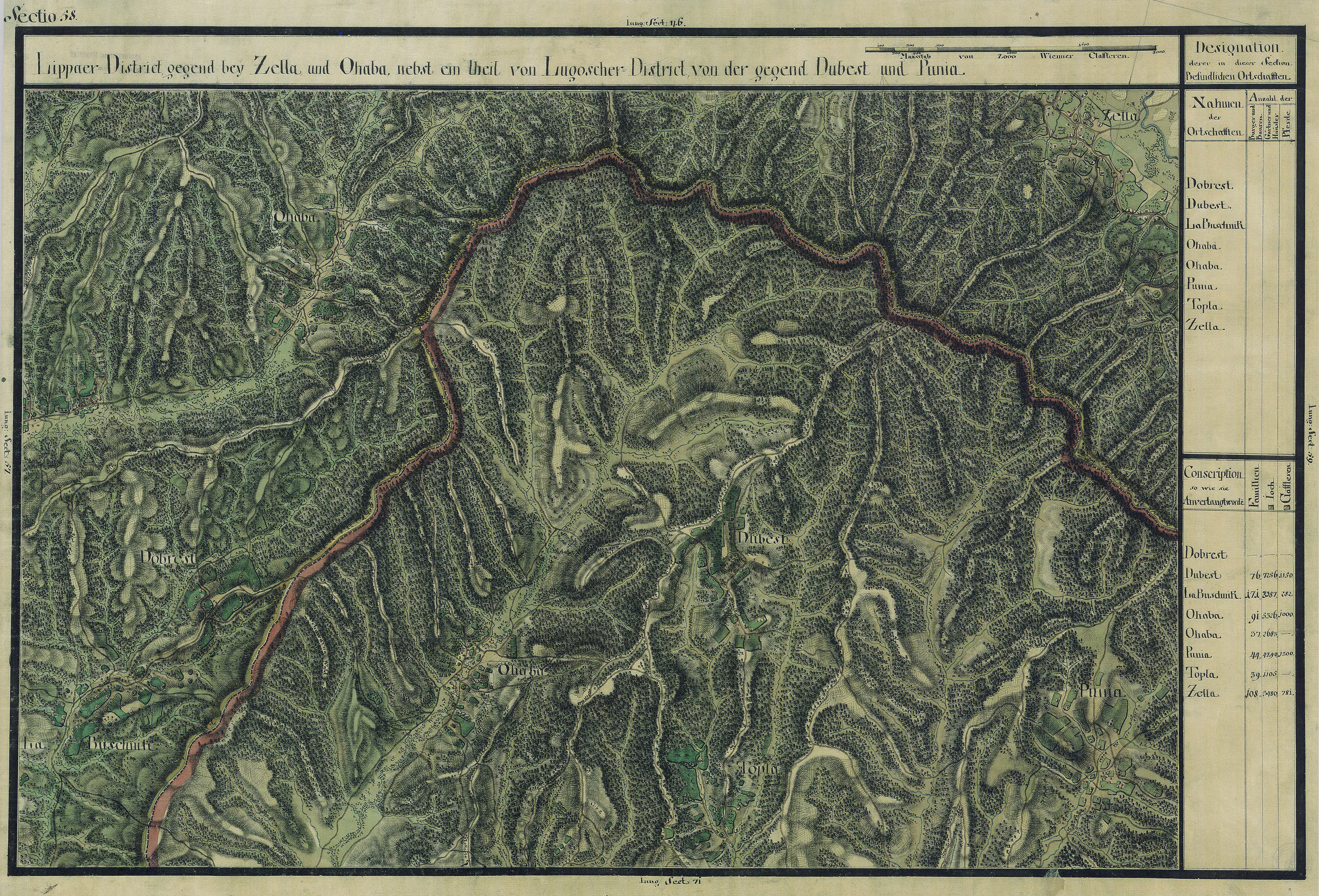
Dubeşti în Harta Iosefină a Banatului, 1769-72

## Imagini

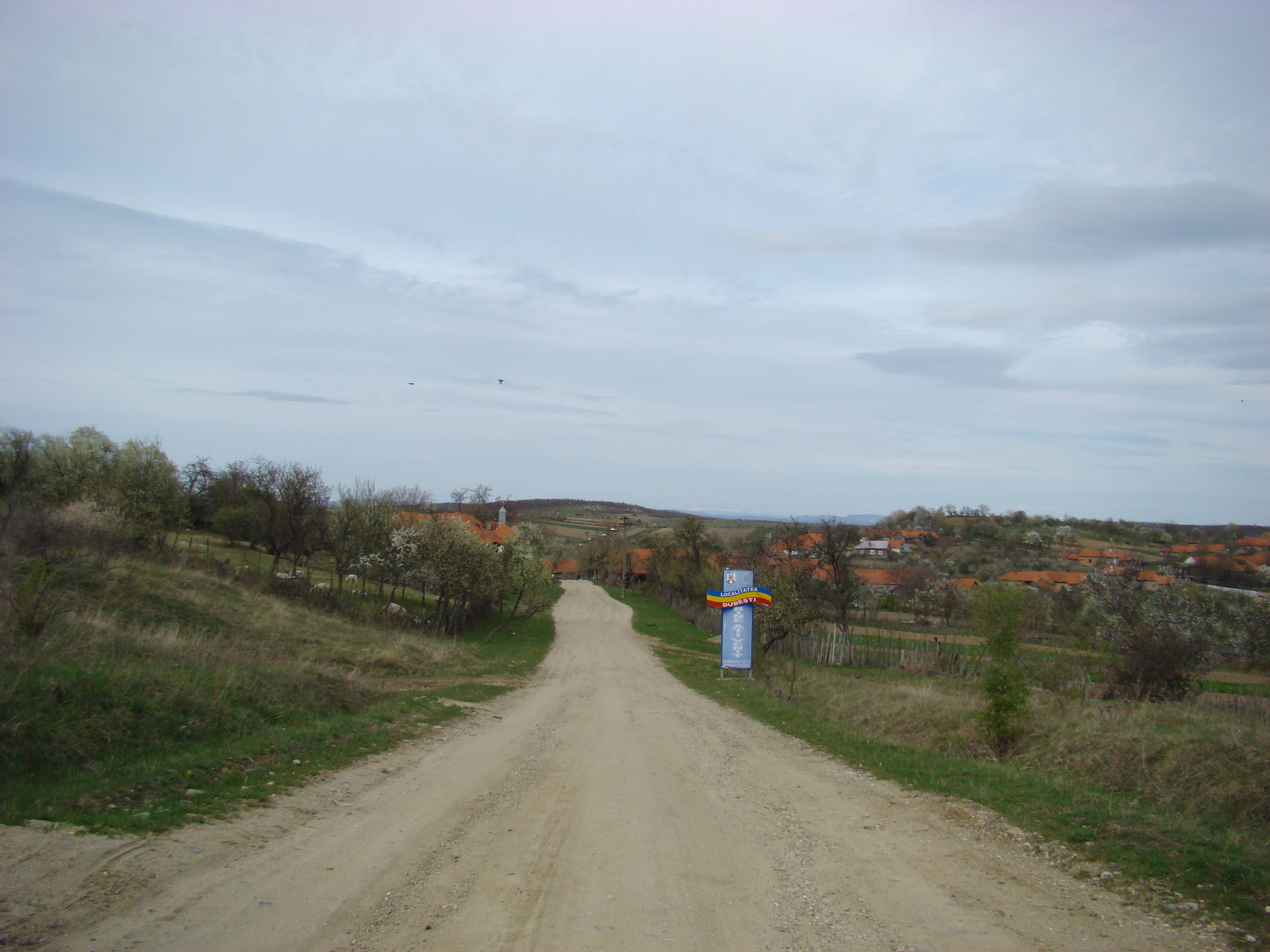
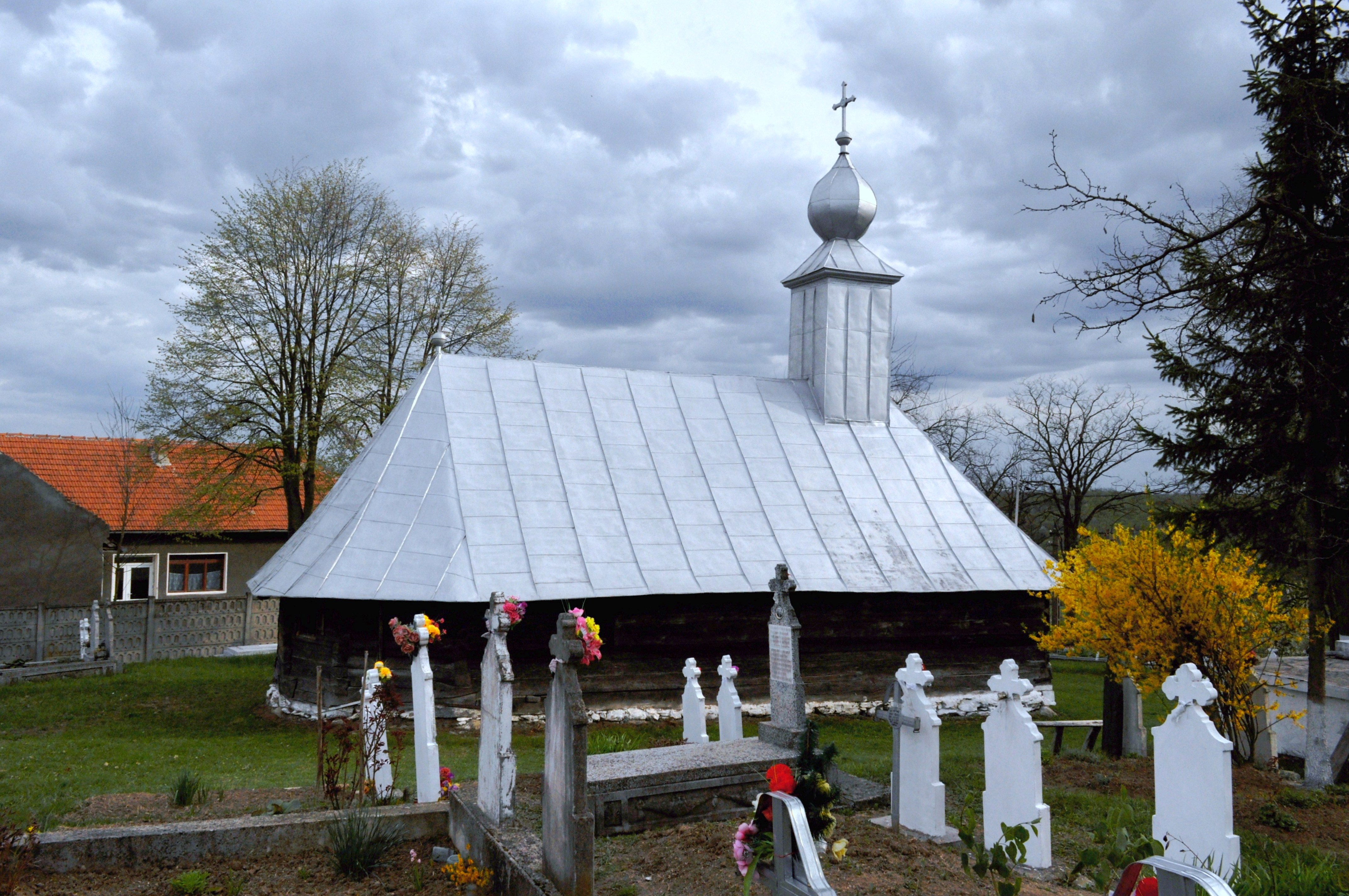
Biserica de lemn „Sfântul Dimitrie”
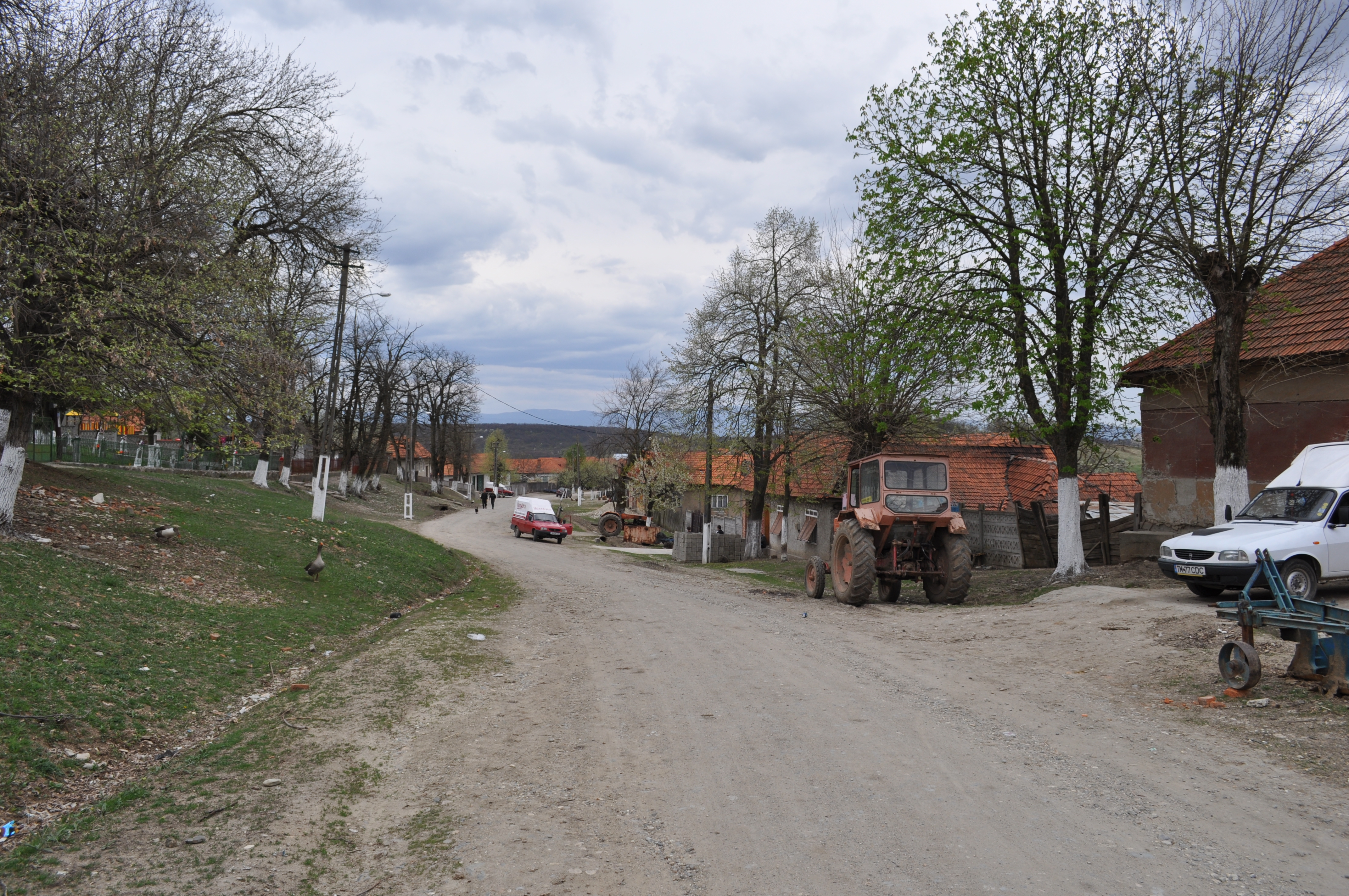